# Csoszon társadalma
Csoszon (Joseon) társadalma konfuciánus eszmék, a három sarkalatos alapelv és az öt erkölcsi norma szerint épült fel. Négy osztály alkotta, a jangban (yangban), a nemesség, a csungin (jungin), a tulajdonképpeni középosztály, a szangmin (sangmin), azaz a köznép, valamint a kitaszítottak rétege, a cshonmin (cheonmin). A társadalom urai a népesség alig 10%-át alkotó jangban (yangban)ok voltak, akik számos privilégiummal rendelkeztek. A ranglétra legalján a rabszolgák helyezkedtek el.

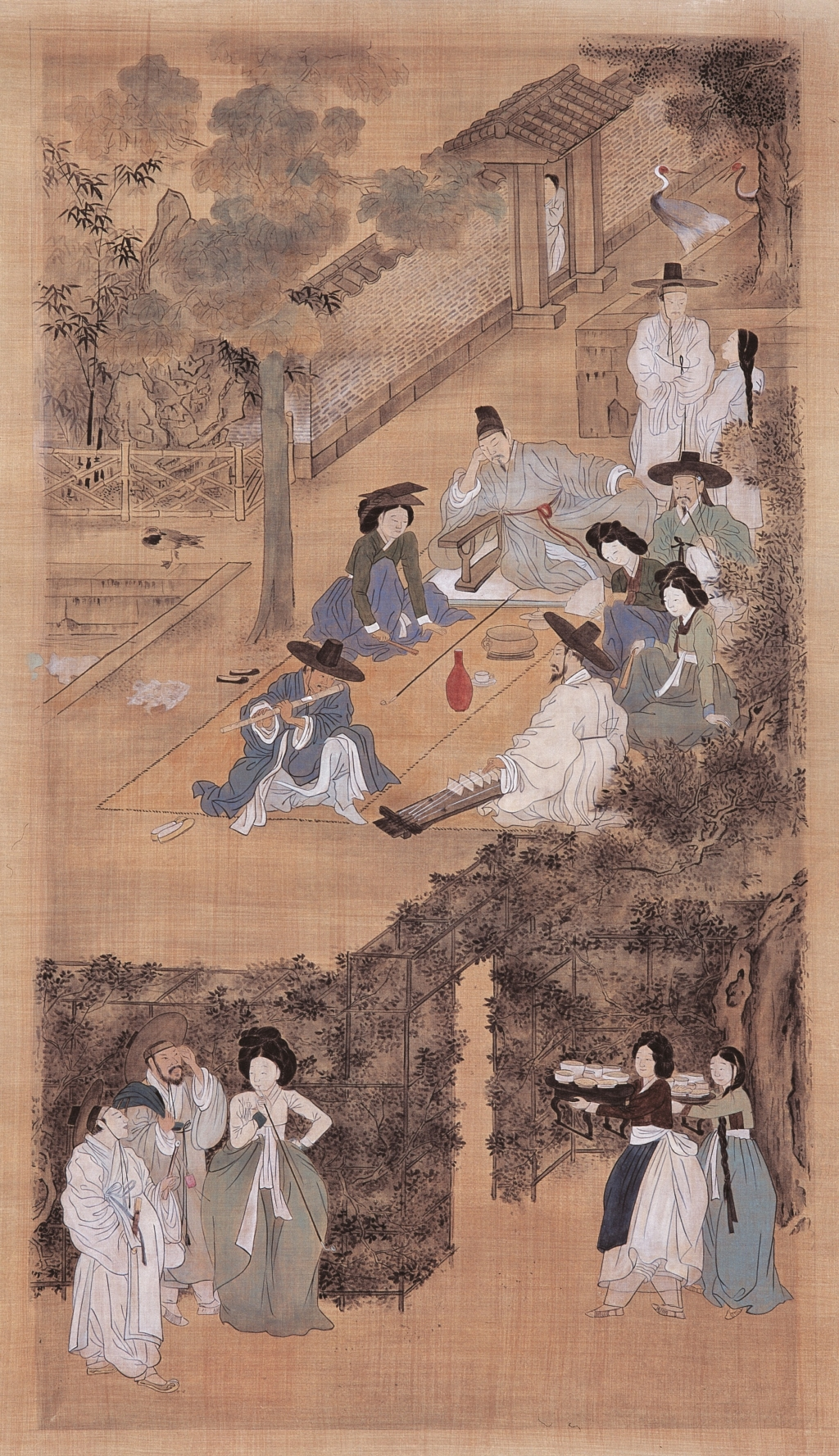
Koreaiak egy 18. századi festményen

Ebben a korban jelentősen szigorodott a klánstruktúra a koreai társadalomban, a vérvonal elsődleges fontosságúvá vált. A családok életét törvénykönyv szabályozta, az egyes ceremóniák megkövetelésével és rítusainak pontos leírásával. A Korjo (Goryeo)-korhoz képest jelentős változáson ment át a házasság intézménye, melyre számos szigorú szabály vonatkozott. Egy férfinak több felesége, illetve ágyasa is lehetett, a köznép, illetve rabszolga sorsú nőktől született gyermekek azonban illegitimnek számítottak.
A nők helyzete jelentősen romlott a korábbi korokhoz képest, a nemesi származású nőket teljesen elzárták a külvilágtól. A nőknek tökéletes konfuciánus eszményeknek kellett megfelelniük, teljes alárendeltségben éltek, engedelmességgel tartoztak az apjuknak, a férjüknek, az apósuknak és a fiuknak is. Otthonukban a férfiaktól elkülönítetten éltek.

## Neokonfucianizmus
A koreai társadalom mindig is hierarchikus volt, ezt pedig még jobban megerősítette a terjedő neokonfucianizmus, amit Csoszon (Joseon)ban tudatosan építettek ki. Bár az eszme Kínából ered és Japánban, valamint Vietnámban is elterjedt, Korea sokkal inkább a mindennapi élet szerves részévé tette és saját magára formálta, mint a többi ország, egy csak rájuk jellemző adaptációt hozva ezzel létre.
A koreai társadalmat a három sarkalatos alapelv (szamgang (samgang), 삼강, 三綱) és az öt erkölcsi norma (orjun (oryun), 오륜, 五倫) tartotta össze:
- szamgang (samgang):
  - cshung (충, 忠, chung): lojalitás a király felé
  - hjo (효, 孝, hyo): gyermeki engedelmesség a szülők felé
  - jol (열, 熱, yeol): különbségtétel férfi és nő között
- orjun (oryun):
  - i (의, 義, ui): becsületesség és igazságosság; a kapcsolat az uralkodó és népe között
  - cshin (친, 親, chin): melegség és közelség a szülők és a gyerekek között
  - pjol (별, 別, byeol): különbségtétel a férj és a feleség között
  - szo (서,序, seo): sorrend szeniorok és juniorok között
  - sin (신, 信): bizalom a barátok között

Mindez azt jelentette, hogy a koreai társadalom számára különösen fontos volt a tekintélyalapú hierarchia a társadalmi rétegek között, az idősebbek és a fiatalabbak között, nagy hangsúlyt fektettek a családra, a rend és a harmónia fenntartására és a nők alacsonyabb rangjának kiemelésére is. Rendkívül fontosak voltak a rituálék, ceremóniák, az ősök tisztelete és az életfogytig tartó tanulás hangsúlyozása. A neokonfuciánusok számára az értékes emberi tulajdonságok közé tartozott a kitartó, kemény munka, az egyszerűség, az udvariasság és az illetlen viselkedéstől való tartózkodás. Prűdnek is lehetett nevezni őket, az érzelmek szenvedélyes kimutatásától ugyancsak távolságot kellett tartani. Fontos volt, hogy mindenki tisztában legyen a helyével a társadalmi ranglétrán, amit a koreai nyelv is kifejez mind a mai napig, különféle toldalékokkal, igevégződésekkel, amelyek jelzik, ha a beszélő nála idősebb vagy rangban magasabb személyhez szól (csondenmal (jondaenmal), 존댓말: „tiszteleti beszéd”). A tiszteleti ragok elhagyása pedig azt jelzi, hogy magasabb rangú vagy idősebb személy beszél alacsonyabb rangúhoz vagy fiatalabbhoz (panmal (banmal), 반말: „bizalmas beszéd”).

## Társadalmi szerkezet

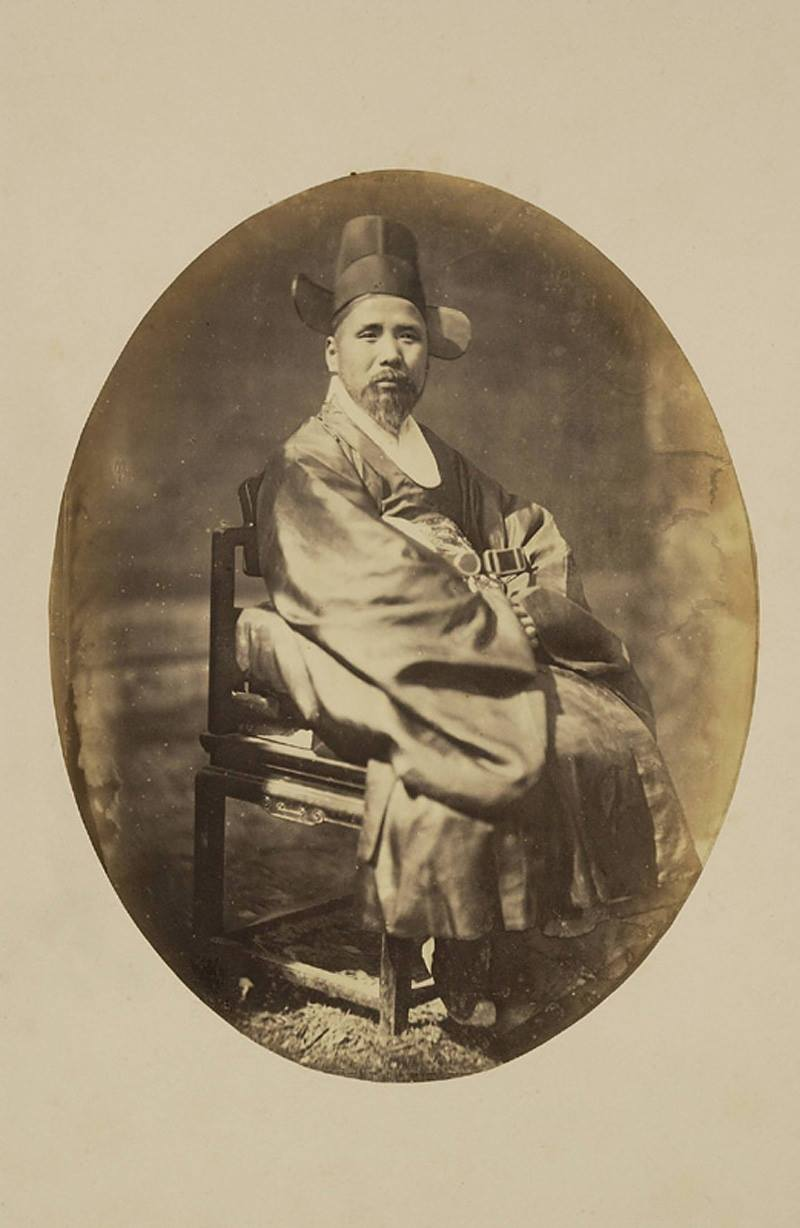
Jangban (Yangban) nemes fényképe 1863-ból

A Csoszon (Joseon) társadalom alapját kasztrendszerhez hasonló szerkezet alkotta, amely Pek Csivon (Baek Ji-won) történész szerint az indiai kasztrendszerhez mérhetően szörnyű volt. Michael Seth úgy véli, bár a koreai rendszer hasonlítható az indiaihoz (a vallásos konnotációkat kivéve), a gyakorlatban valószínűleg nem volt olyan átjárhatatlan és annyira tiszta határvonalak sem voltak a kasztok között, valamint annyira összetett és gondosan kidolgozott sem volt, mint Indiában. Bruce Cumings úgy véli, a koreait nem lehet kasztrendszerként definiálni, inkább olyanként, amelyben léteztek bizonyos kasztok.
Csoszon (Joseon)ban elméletben három, a gyakorlatban négy társadalmi réteg volt, a jangban (yangban) (a „tudós-dzsentri”), a szangmin (sangmin), más néven jangmin (yangmin) (a „köznép”) és a cshonmin (cheonmin) („aljanépség”). A nemesség és a köznép közé ékelődött be a középosztálynak megfelelő csungin (jungin), a negyedik réteg.
A társadalom abszolút ura és haszonélvezője volt a jangban (yangban) réteg. Az elit arisztokrácia örökletes alapú volt, ők rendelkeztek a javak, a föld és a rabszolgák többségével. Szadebu (Sadaebu), azaz „tudós-hivatalnok” néven is utaltak rájuk, mivel ellentétben a korjói (georyói) arisztokráciával és a japán busidóval, nem voltak harccal foglalkozó földesurak. A jangban (yangban) elsődleges célja az állami vizsgákon való megfelelés, és magas hivatalokat betöltő örökösök nemzése volt. Nem fizettek adót, nem végeztek semmilyen fizikai munkát és nem kellett bevonulniuk katonának. Kötelező volt viszont a konfuciánus rítusok tökéletes ismerete, a jártasság a kalligráfiában, a költészetben, prózában és a klasszikus olvasmányokban. Elméletben a köznép tagjai is letehették a szigorú állami vizsgákat, azonban a gyakorlatban az 1600-as évektől ellenőrizték a vizsgázók családi hátterét, bizonyítani kellett a felmenőket az apai oldalon három, az anyai oldalon egy generációig. A nemesek elkülönülten éltek a köznéptől, házaik a település bizonyos részén helyezkedtek el, szabadidejüket egymással töltötték konfuciánus akadémiákon vagy kiszeng (gisaeng)házakban. Az ország északi és keleti részén, valamint Csedzsu (Jeju) szigetén alig voltak jangban (yangban) nemesek, leginkább csak rangjukat vesztetteket száműztek ide. A magas tisztségek jobbára a kjongszangi (gyeongsangi) és cshungcshongi (chungcheongi) jangban (yangban) kezében voltak. A jangban (yangban) nemesek a lakosság alig 10%-át alkották.
A civil hivatalnoki pozíciók (munban) mellett a katonai hivatali pozíciókat (muban) is jangban (yangban)ok töltötték be, jórészt vidéki nemesek, akiknek sokszor ez volt az egyetlen út a királyi vizsga letételéhez. A vizsgára a muhak, a katonai iskola készítette fel a jelentkezőket. Az ezen részt vevő nemesek a korszak közepétől kezdve más vérvonalba vagy a vérvonal egy különböző ágába tartoztak, mint a civil tisztviselők.

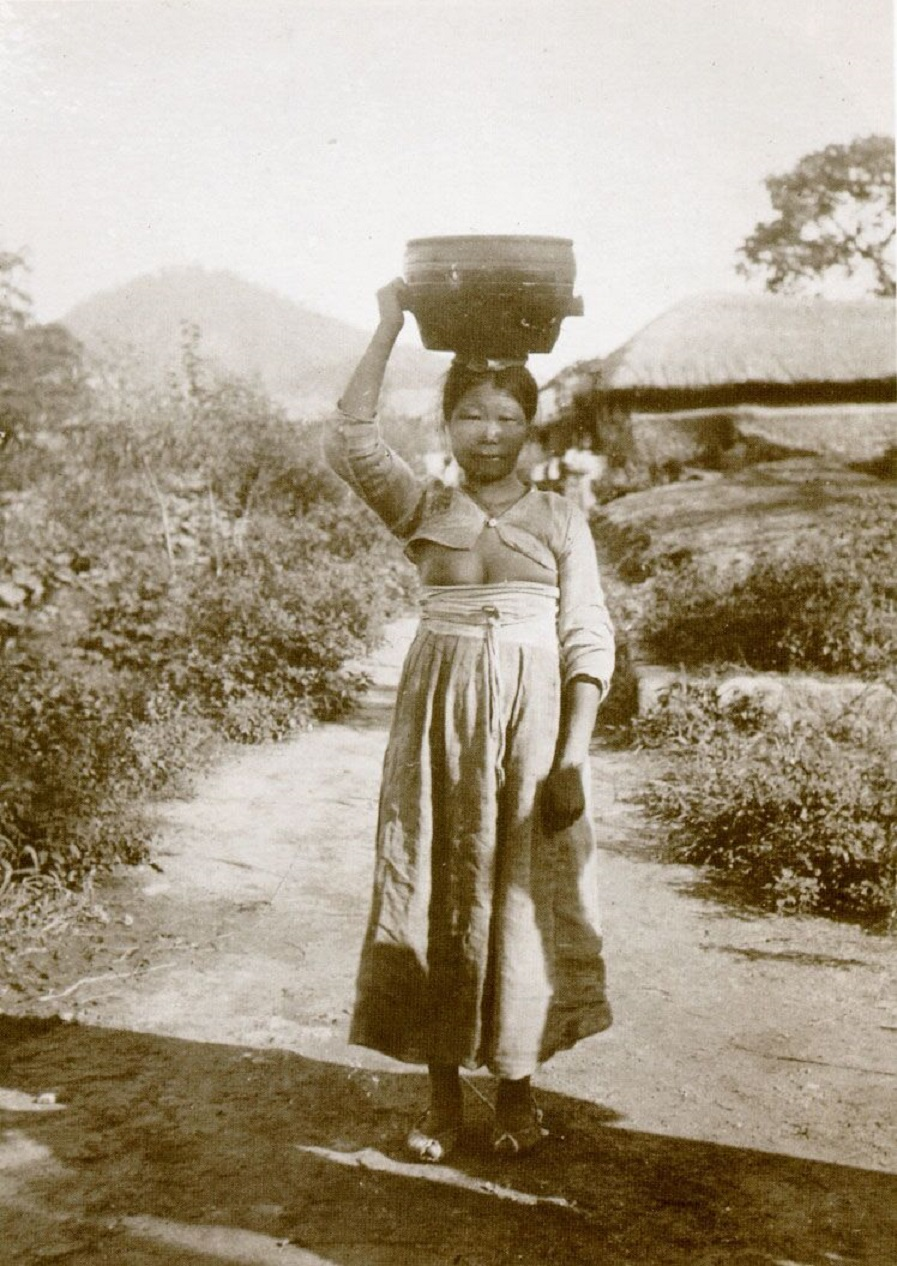
Alacsony rangú nő fényképe a 19. században. A Csoszon (Joseon)-kor vége felé azok a nők, akik fiúgyermeket szültek, büszkeségből gyakran fedetlen kebellel mutatkoztak. Nemesasszonyoknak ez nem volt megengedett.

A társadalom legnagyobb részét, mintegy 80%-át a köznép, a szangmin (sangmin) tette ki, ők voltak az adófizetésre, közmunkára és katonai szolgálatra kötelezett szabad réteg. Ide tartoztak a parasztok, a kézművesek, a halászok és a kereskedők (bár utóbbi foglalkozást a nemesi réteg megvetette és alantasnak tartotta). A parasztok egy részének saját földje volt, mások a jangban (yangban)ok földjeit művelték.
A társadalmi létra legalsó foka a cshonmin (cheonmin), a kitaszítottak rétege volt. Ide tartoztak a rabszolgák, akiket két csoportba soroltak: szanobi (sanobi), azaz magánrabszolgák és kongnobi (gongnobi), azaz állami rabszolgák. Mindkét csoportban voltak „házi rabszolgák” (szolgo nobi (solgeo nobi)) és „házon kívüli rabszolgák” (ögo nobi (oegeo nobi)). Utóbbiak gyakorlatilag ugyanúgy éltek, mint az átlagos parasztok, saját tulajdonuk is lehetett és a parasztokhoz hasonlóan vagy a termény egy részét adták oda a tulajdonosuknak, vagy ruhaneműben fizettek neki. A rabszolgák száma változó volt, voltak időszakok, amikor a lakosság 30%-át is kitették. A rabszolgáknak nem lehetett vezetéknevük, azok azonban, akiknek rabszolgává válásuk előtt volt, megtarthatták azt. Elméletben tilos volt a rabszolgák és a köznép közötti házasság, a gyakorlatban ezt a szabályt jobbára figyelmen kívül hagyták. A rabszolgák száma a kései Csoszon (Joseon)-korra jelentősen csökkent, az állami rabszolgaságot 1800-ban megszüntették, a magánrabszolgaság azonban egészen 1894-ig létezett még.
A rabszolgákon kívül a cshonmin (cheonmin) réteghez tartoztak a valószínűleg buddhista nézetek alapján állatok megölése miatt alantasnak vélt foglalkozások, mint az állatbőrrel dolgozók vagy a mészárosok, de ide tartoztak a fogadósok, a kiszeng (gisaeng)ek, a vándorkomédiások, a sírásók, a faháncsolók, a kosárfonók, a sámánok és a révészek is. cshonmin (cheonmin)nak lenni örökletes volt, azaz a gyermekeik nem léphettek fentebb a társadalmi ranglétrán.

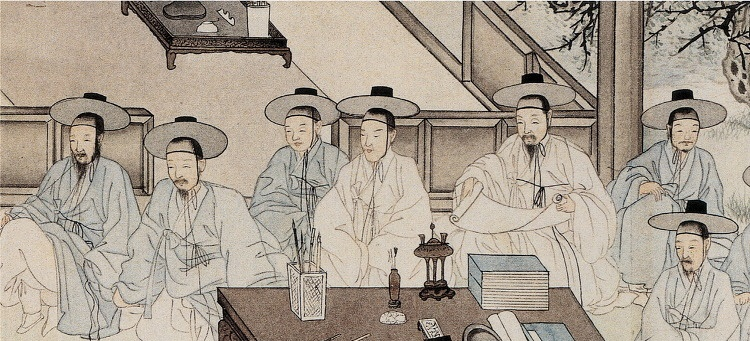
Csungin (Jungin) osztálybelieket ábrázoló festmény

A köztes réteg, a csungin (jungin) egy kicsi, de fontos rétege volt a koreai társadalomnak. Ők alkották a „középosztályt”, a jangban (yangban) alatt, de a köznép felett helyezkedtek el. Ide tartoztak az úgynevezett „technikai szakemberek” (azaz például a tolmácsok, írnokok, csillagászok, könyvelők, orvosok, zenészek) és a vidéki, örökletes kis tisztségviselők, akik irányítás alatt tartották a vidéki közigazgatást, emiatt lehetetlen volt átnézni rajtuk. Sokan meggazdagodtak közülük, voltak, akik a parasztok kizsákmányolásával. A 19. században a több nyelven beszélő csungin (jungin)ok közül kerültek ki olyanok, akik a nyugati vívmányokkal, életmóddal ismertették meg az országot.
A középosztályhoz tartozónak tekinthetőek a jangban (yangban)ok illegitim (azaz rabszolgáktól vagy köznéphez tartozó nőktől született) gyermekei is, akik a szool (seoeol) réteget alkották. Szigorúan véve azonban a szool (seoeol) nem tartozott sehová, földet, vagyont nem örökölhetett apjától és nem tehette le az állami vizsgát sem, így hivatalt sem vállalhatott. Az illegitim gyermekek sorsának kérdése nagy fejfájást okozott a konfuciánus tudósoknak, mivel ha ugyanúgy kezelték volna őket, ahogy az arisztokrata nőktől született „tiszta vérvonalú” gyermekeket, elmosódtak volna a határvonalak a köznép és a nemesség között.
Ami jellegzetes és kiemeli a koreai hierarchikus rendszert a többi közül az az elit réteg folyamatossága az évszázadok során. Míg Európában és Ázsiában folyamatos harcok dúltak és népcsoportok váltották egymást az uralkodó rétegek élén, Koreában évszázadokon át, Korjótól (Goryeótól) Csoszon (Joseon) bukásáig ugyanaz az összetételű nemesi réteg maradt a hierarchia csúcsán, és Csoszon (Joseon) társadalmi szerkezete öt évszázadon keresztül maradt érintetlen, ami szinte példa nélküli.

## Klán, család, házassági szokások

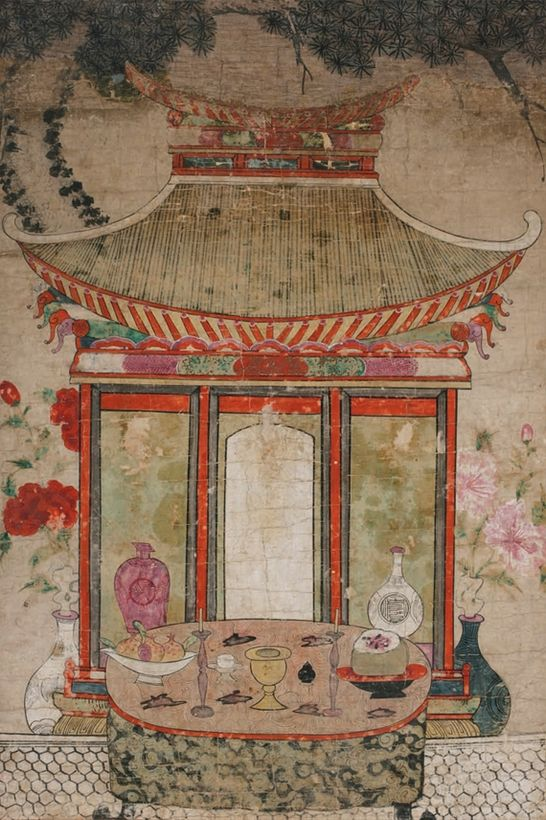
Cseszához (Jesához) megterített asztal egy Csoszon (Joseon)-kori festményen

Koreában klánstruktúra él, azaz minden koreai valamely klán (본관, pongvan (bongwan)) tagja, amelyet visszavezetnek egy bizonyos alapító személyhez. Egy vezetéknéven több klán osztozik, akiket alapító székhelyük szerint különböztetnek meg. A klánstruktúra már jóval Csoszon (Joseon) előtt is létezett a koreai társadalomban, a konfucianizmus hatására azonban szigorodtak a hozzá kapcsolódó szabályok, melyeket törvényben dogmatizáltak.
A klánok az apai vérvonalra épülnek, melynek megnevezése lehet csok (jok) (족, 族), pha (pa) (파, 派) vagy mundzsung (munjung) (문중, 門中). A klán történetét, a leszármazottak születését, házasságát és halálát egyfajta regiszterben (csokpo (jokbo), 족보, 族譜) rögzítik. A 15. századtól vált rendszeressé ez a fajta feljegyzés. Az árulókat és az elítélt bűnözőket kitaszították a klánból, a vérvonalból. Semmilyen módon nem lehetett kívülállónak a vérvonalhoz csatlakozni.
A 15. században összeállított Kjongguk tedzson (Gyeongguk taejeon) (경국대전, 經國大典) törvénykönyv szabályozta a Csoszon (Joseon)-beli családok életét, az egyes ceremóniák megkövetelésével. Ilyen ceremónia a csesza (jesa) (제사), az ősök rituális tiszteleti ünnepsége, mely hangsúlyozza, hogy a vérvonalba az elhunyt felmenők is beletartoznak. A cseszát (jesát) ma is mindig a legidősebb férfi hozzátartozó végzi, mögötte rangjuk sorrendjében sorakozik fel a többi családtag. A rituálénak szigorú szabályai, meghatározott sorrendje van, az áldozati étel milyensége és elrendezése is előre meghatározott. Ezek a rituálék a Csoszon (Joseon)-korban váltak dogmákká a koreaiak számára.

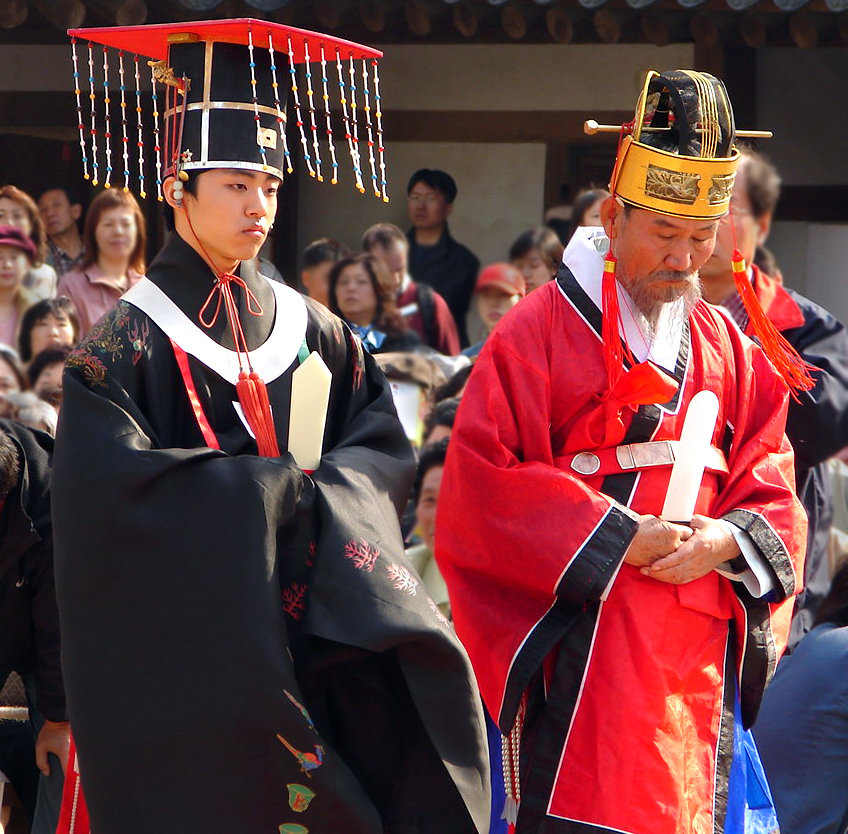
Csoszon (Joseon)-kori királyi esküvő rekonstruálása a szöuli Unhjongung (Unhyeongung) (운현궁) palotában, 2006-ban. Bal oldalon a királyt megszemélyesítő színész

Akárcsak a rituálékat, a házasságot is szigorú szabályok közé szorították Csoszon (Joseon)ban. Míg Korjóban (Goreyóban) megengedett volt az egy klánon belüli házasság, a Csoszon (Joseon)-kort rendkívül komolyan vett exogámia jellemezte, azaz tilos volt egy klánon belül házasodni, akkor is, ha a klán történetesen akár millió főt is számlált. Michael Seth, a James Madison University történelem-professzora szerint ennek oka a kínai köztisztviselői vizsgarendszer (kvago (gwageo), 과거) és konfuciánus világrend átvétele, melyben kiemelkedően fontossá vált a származás bizonyítása.
Házasságot viszonylag fiatalon kötöttek, 1471-ben a fiúknak 15, a lányok 14 év volt az alsó korhatár. A férfiak általában 30 éves korukig nősültek meg, a nők 20 éves korukig mentek férjhez, a köznép tagjai korábban, a nemesek inkább később. Gyakori volt a nagy korkülönbség a házastársak között. A házasélet rituáléit és szokásait a kínai Csu Hszi (Zhu Xi) Csu-ce csia-li (Zhuzi Jiali) (朱子家禮, koreaiul: 주자가례, Csudzsa karje (Juja garye)) című munkája alapján szabályozták, azonban az ebben leírtakat időnként módosították a koreai hagyományoknak megfelelően. Például a kínai konfuciánus szokás szerint az esküvői szertartást a vőlegény apjának házában tartották, Koreában korábban azonban épp az ellenkezője volt szokásos. Kompromisszumos megoldás született, a ceremónia egy részét a menyasszony apjának otthonában végezték, majd a vőlegény apjának otthonába mentek. Az esküvőt követően Korjóban (Goryeóban) hagyományosan a lányos háznál laktak a fiatalok, ez a konfuciánus rend bevezetésével megváltozott és az ifjú asszonynak a férj családjához kellett költöznie. A gyakorlatban azonban leginkább annál a háznál maradtak a fiatal házasok, amelyik szülőnek nagyobb szüksége volt segítségre, vagy ahol megművelhető föld volt.
Ugyancsak Kínából átvett, de kevésbé kedvelt és elterjedt szokás volt a minmjonuri (minmyeoneuri) (민며느리), azaz a gyerekmenyasszonyság, amikor 6-7 éves kislányokat adtak férjhez, akik az esküvő jó pár évvel későbbi időpontjáig gyakorlatilag cselédként dolgoztak a jövendőbeli anyósuknál. A minmjonuri (minmyeoneuri) jellemzően az igen szegény rétegeknél fordult csak elő, ahol nem engedhették meg a felek maguknak a rendes esküvőt és a hozományt. Emiatt a korkülönbség a menyasszony és a vőlegény között akár 30 év is lehetett.
A koreai család számára a legfontosabb az elsőszülött fiú (csangdzsa (jangja), 장자) volt mindig is, ezt a szokást azonban a neokonfucianizmus tovább erősítette. Olyan fontos volt az elsőszülött, hogy egyetlen férfi sem halhatott meg fiúörökös nélkül, ha nem született fiúgyermeke, akkor adoptálnia kellett (kizárólag azonos vérvonalból származót). A vagyon nagy részét az elsőszülött fiú örökölte, a többi fiúgyermek is kapott valamennyi örökséget, a lányok azonban nem örökölhettek. A fiúörökös biztosítása érdekében az első (fő-) feleség mellé a férfiak alacsonyabb rangú másodfeleségeket is hozhattak a házhoz.

### Homoszexualitás
A Csoszon (Joseon)-korban a homoszexualitásra a felsőbb rétegek megvetéssel tekintettek, a korábbi királyság, Korjo (Goryeo) királyainak a konfucianizmus által degeneráltnak tartott viselkedését látták benne. Vidéken azonban a kisebb nemesek és a köznép tagjai között létezett a homoszexualitás. Leginkább fiatalon megözvegyült férfiak körében, akik gyakran fogadtak magukhoz fiatal, jóképű fiúkat szeretőként. Ezek a fiúk, amikor kiöregedtek a szerepükből, megházasodhattak és „hagyományos” családmodellben élhettek, stigma nélkül. Az idősebb férfi gyakran szép ruhákkal jutalmazta szeretőjét, ami miatt a falu népe számára világossá vált a szerepe.
Ebben a korban különféle kifejezéseket használtak a homoszexuális férfiakra: kkoktu gaksi (꼭두각시), midongadzsi (midongaji) (미돈가지), illetve namszadang (namsadang) (남사당). Utóbbi a vándorkomédiásokra használt kifejezés, akik a köznépet szórakoztatták mulatságos műsorokkal, többnyire kifigurázva a jangban (yangban) nemességet. Voltak köztük fiatal fiúk (midong), akik a női szerepeket alakították nőnek öltözve. Őket gyakran bocsátotta áruba a társulat vezetője, közismerten prostitúcióból éltek, a tánc és a színészkedés csak másodlagos bevételi forrás volt. A király és a bohóc című film ezt a témát dolgozza fel. 
A Csoszon (Joseon)-kor megvető hozzáállását a homoszexualitáshoz a konfuciánus értékekkel lehet magyarázni. A koreaiak számára a társadalom a család kiterjesztése volt, a legfontosabb erény pedig a család fenntartása, a vérvonal folytatása, az ősök tisztelete és a gyermeki engedelmesség. Emiatt a heteroszexuális házasság, a gyermeknemzés került előtérbe (különös tekintettel a fiúgyermekek nemzésére).

## A nők helyzete

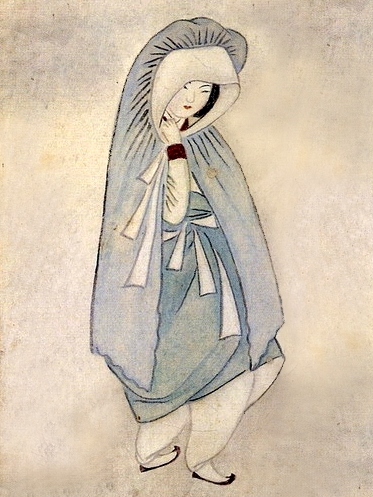
Sszuge cshima (Sseugae chima), amivel az alacsonyabb rangú nők takarták le a fejüket, ha utcára léptek

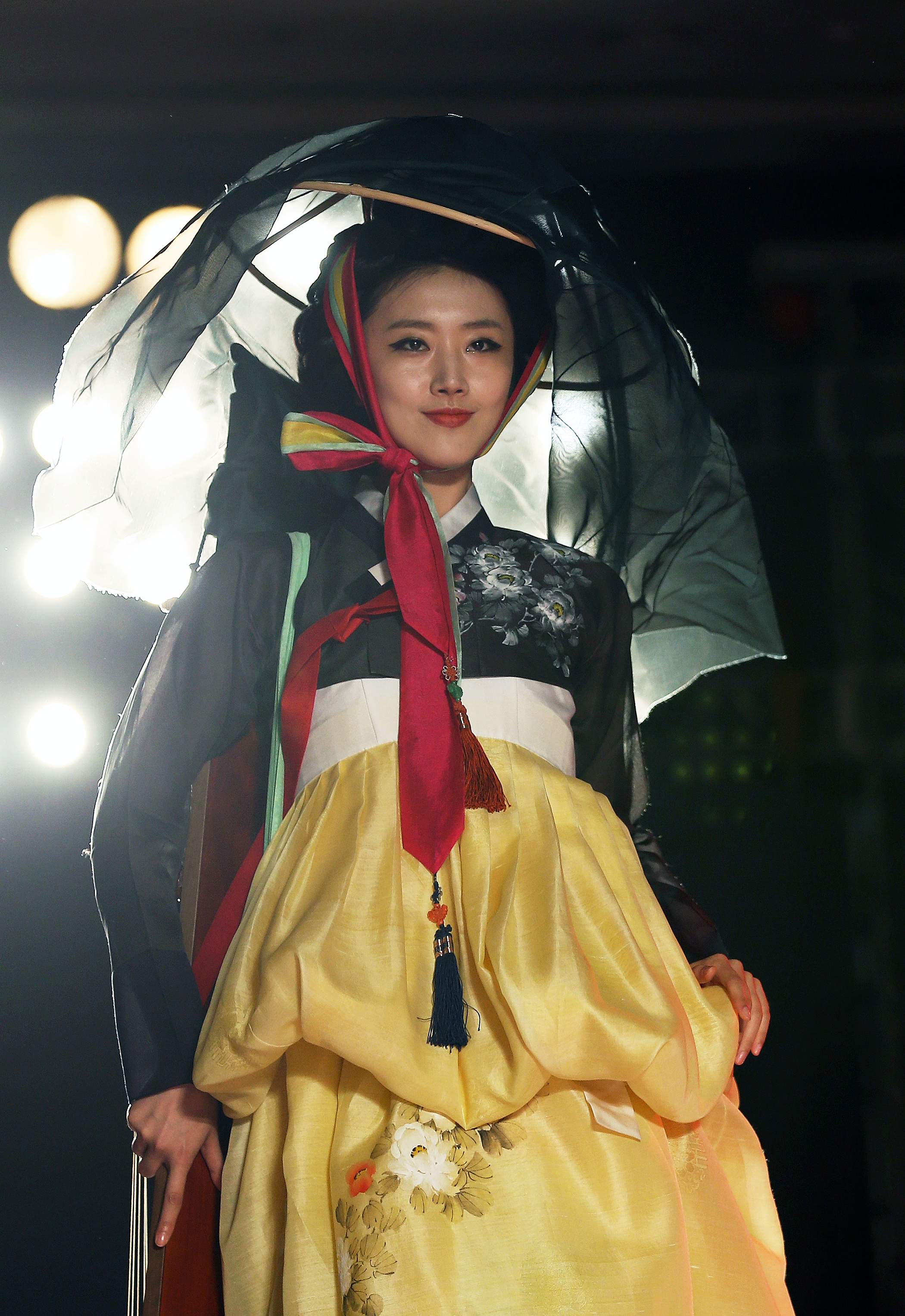
Koreai kiszeng (gisaeng)ek öltözete egy vietnámi divatbemutatón

A Korjo (Goryeo)-korban a nők viszonylagos szabadságot élveztek, szabadon vegyülhettek a férfiakkal és örökölhettek is. Ez a Csoszon (Joseon) időkre drasztikusan megváltozott, a nők helyzete fokozatosan romlani kezdett, a neokonfuciánus eszmék hatására, mégis jóval szigorúbban szabályozták az életüket, mint Kínában, ahonnan az eszme ered.
A nőknek konfuciánus eszményeknek kellett megfelelniük, gyermekként az apának, feleségként a férjnek, idős korban az elsőszülött fiúnak tartoztak engedelmességgel. Erényesnek, egyszerűnek, szerénynek, engedelmesnek, hűségesnek kellett lenniük, az erényes nőket 1434-től megjutalmazta az állam. A felsőbb osztálybeli nőket teljesen elzárták a külvilágtól, nappal csak lefüggönyözött hordszékben (kama (gama), 가마) vagy elfátyolozva és férfikísérettel léphettek az utcára. Tilos volt számukra a játék és az otthonukon kívüli szórakozás, ennek megszegése száz botütést vont maga után. Az alsóbb osztálybeli, dolgozó nők esetében ezeket az eszményeket, a teljes szegregációt a gyakorlatban nem lehetett megvalósítani, de még a parasztok házaiban is volt külön férfi szoba és női szoba, a férj és a feleség külön tartózkodtak. A módosabb házaknál külön lakrész volt a férfiaknak (szarangcshe (sarangchae), 사랑채, „külső ház”) és a nőknek (ancshe (anchae), 안채, „belső ház”; vagy anbang, 안방, „belső szoba”). A nők túlyomó többsége írástudatlan volt, mert az iskolák csak férfiakat oktattak, a hangul bevezetése után ugyan nőtt az írni-olvasni tudó nők száma, de még a 19. században sem haladta meg a 4%-ot. Nők kínai írásjegyeket nem tanulhattak. Ugyancsak tilos volt a nőknek a cseszában (jesában), az ősöket megtisztelő rituáléban részt venni, ami megint csak jelentős eltérés a kínai szokásoktól, annak ellenére, hogy a rituálékat tőlük vették át.
A kor elején teljesen eltűntek Koreából a nők által vezetett háztartások, és fokozatosan vették el a jogukat az örökléshez is. Ennek oka, hogy a lányok férjhez adásakor jelentős hozományt kellett biztosítani, ami miatt a lánygyermek megnevezése todungnjo (dodungnyeo) (도둑녀), azaz „tolvajnő” lett. Mivel a lány férjhezmenetel után a férjnek és annak családjának tartozott engedelmességgel, fölöslegessé vált, hogy a saját családjától örököljön. A férjezett lánygyermeket idegenként kezelte a saját családja (cshulga öin (chulga oein), 출가외인, 出嫁外人; „aki elhagyta a családot és idegen lett”). A nő engedelmességgel tartozott a férjének és családjának, és nem volt lehetősége a válásra. A férfiak ugyanakkor a „hét bűnre” (cshilgodzsiak (chilgeojiak), 칠거지악) hivatkozva elválhattak a nejüktől, ezek a következők voltak: engedetlenség az anyóssal és apóssal szemben, fiúgyermek hiánya, házasságtörés, féltékenység, örökletes betegség, bőbeszédűség és lopás.
A konfuciánus eszme szerint a nőnek örökké hűségesnek kell lennie a férjéhez, a halálon túl is, ezért az özvegyek nem mehettek újra férjhez. Alsóbb osztályokban előfordult, hogy kényszerűségből – sokszor a nő akarata ellenére – mégis odaadta a család egy másik férfinak az özvegyet, ezt a törvény is elnézte, a jangban (yangban) özvegyek azonban nem mehettek férjhez újra, ha mégis megtették, gyermekeik és azok minden leszármazottja elvesztette a nemesi státust. Mivel nő nem vezethetett háztartást, gyakran terhére volt az özvegy a családjának, előfordult, hogy öngyilkosságba kergették. A nőknek mindenáron védeniük kellett az erényeiket, ezért a kései Csoszon (Joseon)-korra kialakult a szokás, hogy a norigéhez (norigaehez) erősített tőrt (phedo (paedo), 패도) viseltek, melyet öngyilkosságra használtak. A nőktől elvárt volt, hogy inkább megöljék magukat, mintsem foltot ejtsenek a családjuk hírnevén vagy akár csak pletykákra adjanak okot.
Nem volt könnyű helyzete azoknak az asszonyoknak sem, akiknek a férje második feleséget vagy ágyast vitt a házhoz, vagy ők maguk voltak ágyasok. Második feleségnek vagy nemesember ágyasának lenni felemelkedést biztosított ugyan a sokszor alacsony rangú vagy akár rabszolga nőnek, azonban általában az első feleség és annak gyermekei nem szívelték az ágyasokat és azok illegitimnek számító, öröklésből kihagyott és társadalom által kitaszított gyermekeit.
A nők számára csupán négy fajta „foglalkozás” létezett: szanggung (sanggung), azaz palotahölgy, sámán, gyógyítónő és kiszeng (gisaeng). Utóbbiak, akik a japán gésákhoz hasonlóan férfiakat szórakoztattak, viszonylag szabadabban élhettek. Nem csak írni és olvasni tudtak, de jártasak voltak a zenében, a művészetekben, a verselésben, intellektuális társalkodó-partnerként szolgáltak egy olyan korban, amikor a feleség ezt a szerepet a konfuciánus eszmék miatt nem tölthette be. A leghíresebb kiszeng (gisaeng)nek a 16. században élt Hvang Dzsini (Hwang Jin-yi)t tartják, aki a haladó szellemiségű, öntudatos nő mintaképe lett Koreában.
A kor végére a nők szinte „névtelenné” váltak, férjük nevén („xy felesége”) vagy gyermekük neve alapján („xy anyja”) azonosították őket.